# (2191) Uppsala
(2191) Uppsala est un astéroïde de la ceinture principale.

## Description
(2191) Uppsala est un astéroïde de la ceinture principale. Il fut découvert le 6 août 1977 à l'observatoire du Mont Stromlo par Claes-Ingvar Lagerkvist. Il présente une orbite caractérisée par un demi-grand axe de 3,02 UA, une excentricité de 0,08 et une inclinaison de 9,0° par rapport à l'écliptique.

## Nom
L'astéroïde a été nommé d'après la ville suédoise d'Uppsala, et il rend aussi hommage à l'université d'Uppsala, fondée en 1477,  qui est la plus ancienne université de Scandinavie.

## Compléments